# Simon Kjær
Simon Thorup Kjær (* 26. März 1989 in Horsens) ist ein ehemaliger dänischer Fußballspieler.
Er galt bereits in seiner Jugendzeit als eines der größten Defensiv-Talente seines Landes. 2008 wurde er zum besten U19-Spieler Dänemarks gewählt. 2009 erhielt er die Auszeichnung zum „Dänischen Talent des Jahres“. Dabei verwies er Nicklas Bendtner und Christian Eriksen auf die Plätze zwei und drei.
Sein Vater Jørn war ebenfalls Profispieler und lief während seiner aktiven Karriere unter anderem für Horsens fS und Herning Fremad, beides Vorläufer der heutigen Vereine AC Horsens und FC Midtjylland, auf.

## Vereinskarriere

### Karrierebeginn
Kjær begann seine Karriere in der Jugend von Lund IF. Noch im Kindesalter wechselte er zum jütländischen Ausbildungsverein AC Horsens. Dort entwickelte er sich zum hoffnungsvollsten Talent des Vereins, weshalb er 2004 in die Jugendakademie des FC Midtjylland wechselte.
Bereits als Jugendspieler in Midtjylland bezeichneten ihn Fußballexperten als eines der größten Talente des Landes. In der Spielzeit 2006/07 wurde er von Trainer Erik Rasmussen bereits im Alter von 17 Jahren in den Profikader des Vereins aufgenommen, kam jedoch in der gesamten Saison auf keinen Ligaeinsatz. Zwar hatte man Kjær einige Einsatzchancen eingeräumt, Midtjylland war jedoch zur Überraschungsmannschaft der Spielzeit avanciert, die sich lange im Titelkampf befand und am Ende Vizemeister wurde. Rasmussen vertraute weitestgehend auf seinen eingespielten Mannschaftsstamm und verzichtete auf das Risiko, einen Jugendspieler in der Defensive zu integrieren. Nach dem Überraschungserfolg kam es zum Ausverkauf der Leistungsträger, woraufhin Rasmussen die halbe Mannschaft umbauen musste. In der Hinrunde der Folgesaison, am 30. September 2007, feierte Kjær daraufhin beim 2:0-Sieg im Heimspiel gegen Aarhus GF sein lang erwartetes Ligadebüt. In Folge bildete er gemeinsam mit Magnus Troest, Kolja Afriyie und Leon Jessen die jüngste Defensivlinie der Liga, die zur großen Stärke der Mannschaft wurde. Der Verein präsentierte sich trotz der vielen Abgänge nochmals verbessert und feierte mit der zweitbesten Defensive ein weiteres Mal den Vizemeistertitel. Kjær hatte die in ihn gesetzten hohen Erwartungen erfüllt und war in den Fokus verschiedener internationaler Großvereine gerückt.
Bereits in der Winterübertrittszeit hatte er ein Probetraining bei Real Madrid absolviert, dessen Angebot jedoch von Midtjylland aufgrund der zu geringen Ablösesumme abgelehnt wurde. Im Frühjahr 2008 einigte sich der Verein daraufhin mit dem italienischen Serie-A-Verein US Palermo auf eine Ablösesumme von kolportierten rund vier Millionen Euro.

### US Palermo
Nachdem Palermo schwach in die Spielzeit 2008/09 gestartet war, wurde Trainer Stefano Colantuono durch Davide Ballardini ersetzt, der Kjær am 30. Oktober 2008 während der 1:3-Heimniederlage gegen den AC Florenz ab der 46. Minute in der Serie A debütieren ließ. Danach stellte Bellardini die Defensive um und machte Kjær neben Cesare Bovo zum etatmäßigen Innenverteidiger in der Startformation. In seiner ersten Spielzeit in Palermo absolvierte der Däne 27 Spiele mit drei Torerfolgen und etablierte sich mit starken Leistungen im Alter von 21 Jahren als Stammspieler in der Serie A.
2009/10 verpflichtete der Verein mit Dorin Goian einen bereits prominenten Spieler für die Innenverteidigung, der in der Folge kaum zum Zug kam. Bovo und Kjær präsentierten sich über die gesamte Saison als eingespieltes Duo mit einer geringen Fehleranfälligkeit. Palermo verpasste mit Tabellenplatz fünf nur knapp die Qualifikation für die Champions League, Kjær war einer der Leistungsträger der Mannschaft. Nachdem bereits in der Rückrunde der Spielzeit mehrere Spekulationen über einen Transfer zu einem europäischen Großverein wie Manchester United oder abermals Real Madrid aufkamen, wurde ihm von seinem Arbeitgeber ein neuer Vertrag mit gleicher Laufzeit, aber besseren Konditionen angeboten, den er annahm.

### VfL Wolfsburg
Im Juli 2010 verpflichtete der deutsche Bundesligist VfL Wolfsburg Kjær. Er unterzeichnete einen auf vier Jahre befristeten Vertrag und sollte die Defensive der Niedersachsen verstärken. Obwohl sich der Verein wider Erwarten im Abstiegskampf wiederfand, war Kjær über die ganze Saison Stammspieler in der Innenverteidigung und absolvierte 32 Ligaspiele.
Leihe nach Rom
Am 31. August 2011 verlieh der VfL Wolfsburg Kjær für die Saison 2011/12 an den AS Rom. Zudem sicherten sich die Italiener eine Kaufoption. Für den AS Rom spielte er in der Serie A und der Coppa Italia insgesamt 24-mal.
Rückkehr nach Wolfsburg
Da der AS Rom eine Verpflichtung Kjærs zu teuer war, kehrte er zur Saison 2012/13 nach Wolfsburg zurück. Dort erteilte ihm Trainer und Manager Felix Magath die Freigabe und die Erlaubnis, den Verein verlassen zu dürfen. Da sich kein neuer Verein fand, blieb Kjær beim VfL. In den ersten acht Spieltagen kam er lediglich auf rund 130 Spielminuten. Nach der Magaths Entlassung war Kjær seit dem neunten Spieltag unter dem neuen Trainer Lorenz-Günther Köstner neben Naldo in der Innenverteidigung gesetzt. Unter Dieter Hecking spielte er anfangs, konnte sich dann aber wieder nicht durchsetzen und landete so auf der Ersatzbank.

### OSC Lille
Im Juli 2013 wurde der Innenverteidiger vom OSC Lille verpflichtet. Bei seinem neuen Arbeitgeber fand sich Kjær von Anfang an zurecht und war direkt in seiner ersten Saison bei Lille Stammspieler. Mit seinen guten Leistungen in der Defensive konnte er an seine Stärke aus den Zeiten in Palermo anknüpfen und war einer der entscheidenden Spieler, weshalb sich Lille Rang drei in der Liga und damit die Champions-League-Qualifikation sicherte.

### Fenerbahçe Istanbul
Ab der Saison 2015/16 spielte Kjær für Fenerbahçe Istanbul. Die Ablösesumme betrug 7,65 Millionen Euro. Kjær unterschrieb einen Vierjahresvertrag.

### FC Sevilla
Im August 2017 wechselte Kjær zum FC Sevilla.
Atalanta Bergamo
Im Sommer 2019 wechselte Kjær leihweise nach Italien zu Atalanta Bergamo. Der Däne absolvierte lediglich fünf Ligapartien für den Verein und eine in der Champions League, in der Atalanta als Gruppenzweiter die KO-Phase erreichte, bevor die Leihe Mitte Januar 2020 vorzeitig beendet wurde.

### AC Mailand
Stattdessen wurde Kjær mit Kaufoption innerhalb der Serie A an die AC Mailand weiterverliehen. Sein Debüt für die Rossoneri folgte nur wenige Tage nach seiner Ankunft in Mailand beim 3:0-Heimsieg im Pokal gegen SPAL Ferrara. Kjær war bei seinem neuen Verein auf Anhieb in der Startelf gesetzt und so zogen die Mailänder im Juni 2020 die Kaufoption. In der Spielzeit 2020/21 absolvierte er insgesamt 39 Pflichtspiele für Milan und erzielte dabei im März 2021 in der UEFA Europa League gegen Manchester United auch sein erstes Tor für die Italiener. Am 1. Dezember 2021, beim 0:3-Auswärtssieg gegen den CFC Genoa, verletzte sich Kjær in den ersten Minuten des Spiels am vorderen Kreuzband und am medialen Seitenband des linken Knies, sodass er die Saison aufgrund der sechsmonatigen Pause vorzeitig beenden musste. Kjær gewann trotz seiner Verletzung in der Spielzeit 2021/22 die italienische Meisterschaft mit der AC Mailand. Erst 9 Monate nach seiner Verletzung spielte er Ende August 2022 gegen Sassuolo Calcio wieder für die Mailänder in einem Pflichtspiel. Während seiner Verletzungspause hatten sich die jungen Verteidiger Pierre Kalulu und im weiteren Verlauf auch Malick Thiaw in den Fokus gespielt, wodurch Kjær in den folgenden Monaten zwar immer noch regelmäßig spielte, aber nicht mehr zu den gesetzten Verteidigern in der Startelf gehörte. Nach dem Vertragsende im Sommer 2024 verließ er die AC Mailand, für welche er in viereinhalb Jahren 121 Pflichtspiele bestritten hatte. Ein halbes Jahr später gab Kjaer sein Karriereende als aktiver Fußballspieler bekannt.

## Nationalmannschaft
Am 5. September 2006 debütierte Kjær beim 3:2-Heimsieg im Freundschaftsspiel der dänischen U19-Nationalmannschaft auf internationaler Ebene.
Am 19. September folgte ein einmaliges Intermezzo im U18-Team, ehe er bis zum Oktober 2007 eine feste Größe im U19-Team war. Im Mai 2008 folgte sein Debüt für die dänische U21, bevor er nach dem verletzungsbedingten Karriereende von Martin Laursen im Juni 2008 zum A-Nationalspieler avancierte. In Folge bildete er während der erfolgreichen Qualifikation zur WM 2010 gemeinsam mit Daniel Agger die Innenverteidigung Dänemarks.
Nach einer in einem Vorbereitungsspiel für die WM 2010 gegen den Senegal zugezogenen Knieverletzung war seine Teilnahme an der Endrunde lange Zeit unsicher. Am 28. Mai 2010 gab er jedoch Entwarnung und wurde in Folge in das endgültige Aufgebot seines Landes für das Turnier berufen. Bei der WM, bei der Kjær weitestgehend unauffällig blieb, schied Dänemark nach der Gruppenphase aus.
Im Mai 2011 wurde Kjær von U21-Nationaltrainer Keld Bordinggaard für den vorläufigen Kader für die Europameisterschaft 2011 im eigenen Land nominiert, der VfL Wolfsburg verweigerte allerdings die Freigabe, so dass Kjær nicht am Turnier teilnehmen konnte.
Seit Sommer 2016 führt der Innenverteidiger sein Heimatland als Mannschaftskapitän aufs Feld.
2018 nahm Kjær an der Weltmeisterschaft 2018 in Russland teil und wurde in den vier Spielen eingesetzt. Die Dänen scheiterten im Achtelfinale am späteren Finalisten Kroatien im Elfmeterschießen, wobei er als zweiter dänischer Schütze seinen Elfmeter verwandeln konnte.
Am 14. Oktober 2020 bestritt er und Mitspieler Christian Eriksen im Rahmen der UEFA Nations League 2020/21 gegen England das 100. Länderspiel für Dänemark, wobei Eriksen per Strafstoß das einzige Tor des Spiels gelang.
Zur Fußball-Europameisterschaft 2021 wurde er in den dänischen Kader berufen. Bei der EM führte er seine Mannschaft in allen sechs Spielen als Kapitän aufs Feld. Lediglich im Achtelfinale gegen Wales wurde er beim Stand von 2:0 in der 77. Minute ausgewechselt (Endstand: 4:0). Die Dänen erreichten zum vierten Mal das EM-Halbfinale, wo sie mit 1:2 nach Verlängerung gegen England ausschieden.
Im Jahr 2022 nahm Kjær auch an der Weltmeisterschaft in Katar teil, allerdings schied Dänemark nach Niederlagen gegen Australien und Frankreich schon in der Gruppenphase aus.
Im Oktober 2023 absolvierte Kjær im EM-Qualifikationsspiel gegen San Marino sein 130. Länderspiel für die dänische Nationalmannschaft und überholte dadurch den bisherigen Rekordnationalspieler Peter Schmeichel. Er wurde in acht der zehn Qualifikationsspiele eingesetzt. Die Dänen qualifizierten sich als Gruppensieger für die Endrunde, für die er wieder nominiert wurde.
Am 23. August 2024 gab Kjær sein Rücktritt aus der Nationalmannschaft bekannt. Er lief insgesamt 132 Mal für Dänemark auf und erzielte fünf Tore.
Am 25. Juni 2024 spielte Christian Eriksen sein 133. Länderspiel und ist neuer Rekordnationalspieler von Dänemark.

## Erfolge

### Verein
AC Mailand
- Italienischer Meister: 2021/22

### Persönliche Auszeichnungen
- Nominierung für den Ballon d’Or: 2021 (18. Platz)
- Talenteprisen (Dänischer U19-Spieler des Jahres): 2007[1]
- Dänisches Talent des Jahres: 2009[2][3]
- Dänemarks Fußballer des Jahres: 2009, 2021
- UEFA President’s Award: 2021
- Davide Astori Fair Play Award: 2021[33]